# Udvar
Udvar là một thị trấn thuộc hạt Baranya, Hungary. Thị trấn này có diện tích 4,4 km², dân số năm 2010 là 151 người, mật độ 34 người/km².